# 沈丁花 (1966年の映画)
『沈丁花』（じんちょうげ）は、1966年10月1日に東宝が配給した映画。東宝所属のスター俳優たちを集めて製作された千葉泰樹監督による、医者の家に生まれた四姉妹の結婚を巡る騒動などをコメディタッチで描いたホームドラマ映画である。出演は無いが、高峰秀子が衣装監修として製作陣に名を連ねている。

## キャスト
- 京マチ子 : 菊子[4]
- 司葉子 : 梅子[4]
- 団令子: 桜[4]
- 星由里子 :あやめ[4]
- 小林桂樹 : 大岡[4]
- 夏木陽介 : 野村[4]
- 宝田明 : 工藤[4]
- 高島忠夫 : 峯岸[4]
- 三木のり平: 寺尾[4]
- 有島一郎 : 耳の遠い老人[4]
- 加東大介 : 島田[4]
- 佐藤允 : 五郎[4]
- 田辺靖雄 : 鶴夫[4]
- 賀原夏子 : 朝子[4]
- 小泉博 : 前川[4]
- 藤木悠 : 悠了[4]
- 沢村いき雄 : 司祭[4]
- 当銀長太郎 : 近藤[4]
- 土屋詩朗[4]
- 中山豊 : 金箔屋[4]
- 佐田豊 : 宣伝部の男[4]
- 広瀬正 : 疳症の患者[4]
- 杉村春子 : 上野秋[4]
- 仲代達矢 : 金平教授[4]

## スタッフ
- 監督 ：千葉泰樹
- 脚本 ：松山善三、千葉泰樹
- 製作 : 藤本真澄
- 音楽 : 黛敏郎
- 撮影 : 中井朝一
- 編集 : 阿久根巖
- 衣装監修 : 高峰秀子[4]
- 経理担当（製作会計）: 梅浦洋一[4]。

## 併映作品
- 『あこがれ』: 恩地日出夫監督